# Arm & Hammer
Arm & Hammer est une marque américaine de produits d'hygiène et d'entretien à base de bicarbonate de soude, fondée en 1867. Elle appartient au groupe Church & Dwight, un fabricant américain de produits ménagers. La marque est connue pour son logo représentant un bras musclé tenant un marteau.
Initialement associée au bicarbonate de soude et à la lessive de soude seulement, la société a développé d'autres produits dans les années 1970 en utilisant le bicarbonate de soude comme désodorisant, notamment dans les dentifrices, détergents, déodorants, et les litières pour chat. 
Arm & Hammer est l'une des marques plus anciennes et des plus connues des États-Unis. Le logo Arm & Hammer remonte aux années 1860. James A. Church dirigeait une entreprise d'épices appelé Vulcan Spice Mills. Selon l’entreprise, le logo Arm & Hammer représente Vulcain, le dieu romain du feu et de la forge. 
Il est souvent affirmé, à tort, que la marque a un lien avec le magnat Armand Hammer, PDG d'Occidental Petroleum. En fait, l'entreprise officiait déjà sous ce nom 31 ans avant la naissance d'Hammer. C'est parce qu'on lui demandait constamment s'il avait un quelconque lien avec l'entreprise qu'il a fini par essayer d'acheter Arm & Hammer. Après son échec, il fit acheter par Occidental Petroleum un nombre suffisant d'actions Church & Dwight (la maison-mère de Arm & Hammer) en 1986. Par ce moyen, il réussit a siéger à son conseil d’administration. À sa mort, en 1990, Occidental Petroleum revendit toutes les parts qu'elle détenait dans Church & Dwight. 
Arm & Hammer commercialise des produits de nettoyage industriels à travers sa filiale ARMEX.